# Hyperion (Keats)
Pour les articles homonymes, voir Hyperion.
Hyperion est une épopée inachevée du poète romantique anglais du XIXe siècle John Keats. Écrite en vers blancs, publiée en 1820, c'est une de ses œuvres majeures. Basée sur la titanomachie, elle raconte le désespoir des Titans après leur défaite face aux divinités olympiennes. Le travail d'écriture a commencé à la fin de l'année 1818 pour se terminer à l'été 1819. L'écriture et l'abandon de cette œuvre correspond pour Keats à la période qui suivit la maladie de son frère cadet Tom, mort de la tuberculose au printemps 1818. Keats s'était occupé de lui une année durant, leur autre frère étant parti en Amérique, et c’est durant cette période que le poète ressentit les premiers signes de la maladie qui allait l’emporter.

## Résumé
Hyperion présente donc le panthéon des Titans. Ces derniers régnaient avant les Divinités olympiennes et sont maintenant destinés à tomber. Parmi eux sont Saturne (le roi des dieux), Ops (sa femme), Thea (sa sœur), Enceladus (le dieu de la guerre), Oceanus (le dieu de la mer), Hyperion (le dieu du soleil) et Clymene (déesse).
Le poème s'ouvre avec Saturne, dépassé par Jupiter et déplorant la perte de son pouvoir. Thea le conduit à un endroit où les autres Titans sont assis, semblablement misérables. Ils discutent alors de l'opportunité de combattre les nouveaux dieux (les divinités olympiennes) afin de récupérer leur pouvoir perdu. Oceanus se déclare prêt à abdiquer devant Neptune, nouveau dieu de la mer, car ce dernier est plus beau. Clymène décrit ensuite la musique d'Apollon, qu'elle a trouvée belle au point d'en souffrir. Enfin, Enceladus fait un discours encourageant les Titans à se battre.
Hyperion est le seul titan à avoir conservé sa puissance. Son palais est décrit, puis Uranus (le plus ancien dieu du ciel) s'adresse à lui, l'encourageant à rejoindre les autres titans. Après l'arrivée d'Hyperion, le poème évoque Apollon, nouveau dieu du soleil, de la musique, de la civilisation et de la culture. Ce dernier, conscient de son potentiel divin, mais incapable de le réaliser, est en larmes sur une plage. Mnémosyne, déesse de la mémoire, le rejoint et lui explique la cause de ses pleurs. En regardant les yeux de Mnémosyne, Apollon reçoit la connaissance qui fait de lui un dieu complet.
Là s'achève Hyperion au milieu d'un vers, sur le mot « céleste ».
Richard Woodhouse, éditeur et ami de Keats, donne une suite au vers amputé lors de sa transcription du poème : « Gloire céleste à l'aube: c'était un dieu ! ».
Keats reprendra par la suite les thèmes et les idées de son épopée dans The Fall of Hyperion: A Dream (La Chute d'Hypérion : Un rêve, poème abandonné en septembre 1819), tout en les refondant autour d'une quête personnelle de la vérité et de la compréhension. En effet, la nouveauté de cette suite réside dans l'introduction d'un narrateur à la première personne, double du poète, qui enregistre ses rêves et développe sa propre conception de la poésie, ainsi que la différence entre poètes et rêveurs.

## Style
La qualité des vers blancs de Keats atteint des sommets dans Hyperion, en particulier dans la scène d'ouverture entre Thea et Saturne déchu. 
D’autre part, le style est très semblable à celui du poète John Milton. Cependant, les personnages de Keats sont différents. Ainsi, bien qu'Apollon ressemble au personnage du Fils du Paradis perdu et du Jésus du Paradis retrouvé, il ne confronte pas directement Hyperion comme Satan le fait dans les œuvres de Milton. Les rôles sont également inversés, Apollon étant le prétendant au trône, qui le gagne en étant plus « vrai » et donc plus « beau ».

## Influence
On retrouve des traces profondes de cette œuvre dans la saga homonyme de Dan Simmons.
Hyperion influencera aussi certains musiciens qui composeront des chansons éponymes.